# Alicia de Larrocha
Alicia de Larrocha (23. května 1923 Barcelona – 25. září 2009 Barcelona) byla španělská klavíristka. Proslula jako interpretka Mozarta, Schumanna či Rachmaninova, pomohla též rozšířit slávu španělských skladatelů ve světě. Vyznačovala se velmi malou postavou, čemuž musela přizpůsobit techniku hry.
Ve třech letech se začala učit hrát na klavír. V pěti měla první koncert, v devíti nahrála první desku a v jedenácti vystoupila jako sólistka s Madridským symfonickým orchestrem. V roce 1947 vyjela na první evropské turné, roku 1955 poprvé hrála ve Spojených státech amerických. Získala čtyři ceny Grammy (1974, 1975, 1988 a 1991). Roku 1994 dostala Cenu kněžny asturské.
Byla dlouholetou ředitelkou Marshallovy akademie v Barceloně. Proslulými se stala její každoroční vystoupení na Mostly Mozart Festivalu v Lincolnově centru, kde prvně vystoupila roku 1971, naposledy pak roku 2003.